# Peniagone papillata
Peniagone papillata is een zeekomkommer uit de familie Elpidiidae.
De wetenschappelijke naam van de soort werd in 1975 gepubliceerd door B. Hansen.